# Klambir Lima Kampung
Klambir Lima Kampung is een bestuurslaag in het regentschap Deli Serdang van de provincie Noord-Sumatra, Indonesië. Klambir Lima Kampung telt 5123 inwoners (volkstelling 2010).